# I Tronens Skygge
I Tronens Skygge er en dansk stumfilm fra 1914, der er instrueret af Einar Zangenberg efter manuskript af Leopold Wandt.

## Handling
Prins Otto kommer ud for et jagtuheld og jægermesterens datter plejer ham og forelskes i ham. Kærligheden er gensidig, men da prinsen må opgive hende, går hun i kloster.

## Medvirkende
- Anton de Verdier - Prins Otto
- Frederik Christensen - Skovrider Kaas
- Ella la Cour - Skovriderens hustru
- Ellen Rassow - Ellen, skovriderdatter, novice i kloster
- Emma Wiehe - Priorinden, Ellens tante